# Cambogia ai XVII Giochi paralimpici estivi
La Cambogia ha partecipato ai XVII Giochi paralimpici estivi che si sono svolti a Parigi in Francia, dal 28 agosto all'8 settembre 2024, con una delegazione di un atleta uomo, che ha gareggiato in una disciplina.

## Atletica leggera
Fonte:
| Atleta  | Evento                       | Semifinale | Semifinale | Finale          | Finale          |
| Atleta  | Evento                       | Risultato  | Posizione  | Risultato       | Posizione       |
| ------- | ---------------------------- | ---------- | ---------- | --------------- | --------------- |
| Vun Van | 100 metri piani T54 maschili | 14"58      | 5°         | non qualificato | non qualificato |